# ワン・ヴァンダービルト
ワン・ヴァンダービルト（英語：One Vanderbilt）は、アメリカ合衆国のニューヨーク州ニューヨーク市マンハッタン区にある超高層ビルである。尖塔を含む高さは427m（1,401 ft）あり、ニューヨーク市で4番目に高いビルであり、アメリカ合衆国で5番目に高い建築物である。グランド・セントラル駅のすぐ西にあり、42丁目とヴァンダービルト・アベニューの角に位置する。
2010年代初頭に計画されたミッドタウン・イーストの再ゾーニングの一環として、ニューヨーク市長のビル・デブラシオと開発者のSLグリーン・リアルティによって提案された。起工式は2016年10月に行われ、2020年9月14日にオープンした。

## 歴史
2000年代初頭、マンハッタンのオフィススペースが2000年から2016年に増加するという傾向の中、 SLグリーン・リアルティはミッドタウン地区に新しいオフィスタワーの場所を探し始めた。同社は、ターミナル・シティの一部であるヴァンダービルト・アベニュー、 42丁目、マディソン・アベニュー、43丁目に囲まれたブロックで建物の購入を開始した。
2015年に、ワン・ヴァンダービルトのサイトで解体が始まり、超高層ビルの建設が開始された。解体された建物にはグランド・セントラル駅と同じ時代に建てられた18階建てのヴァンダービルト・アベニュー・ビルやウォレン・アンド・ウェットモアがデザインした建物があった。解体された建物のテラコッタのネズミイルカや智天使などのデコレーションは開発者によって保存された。

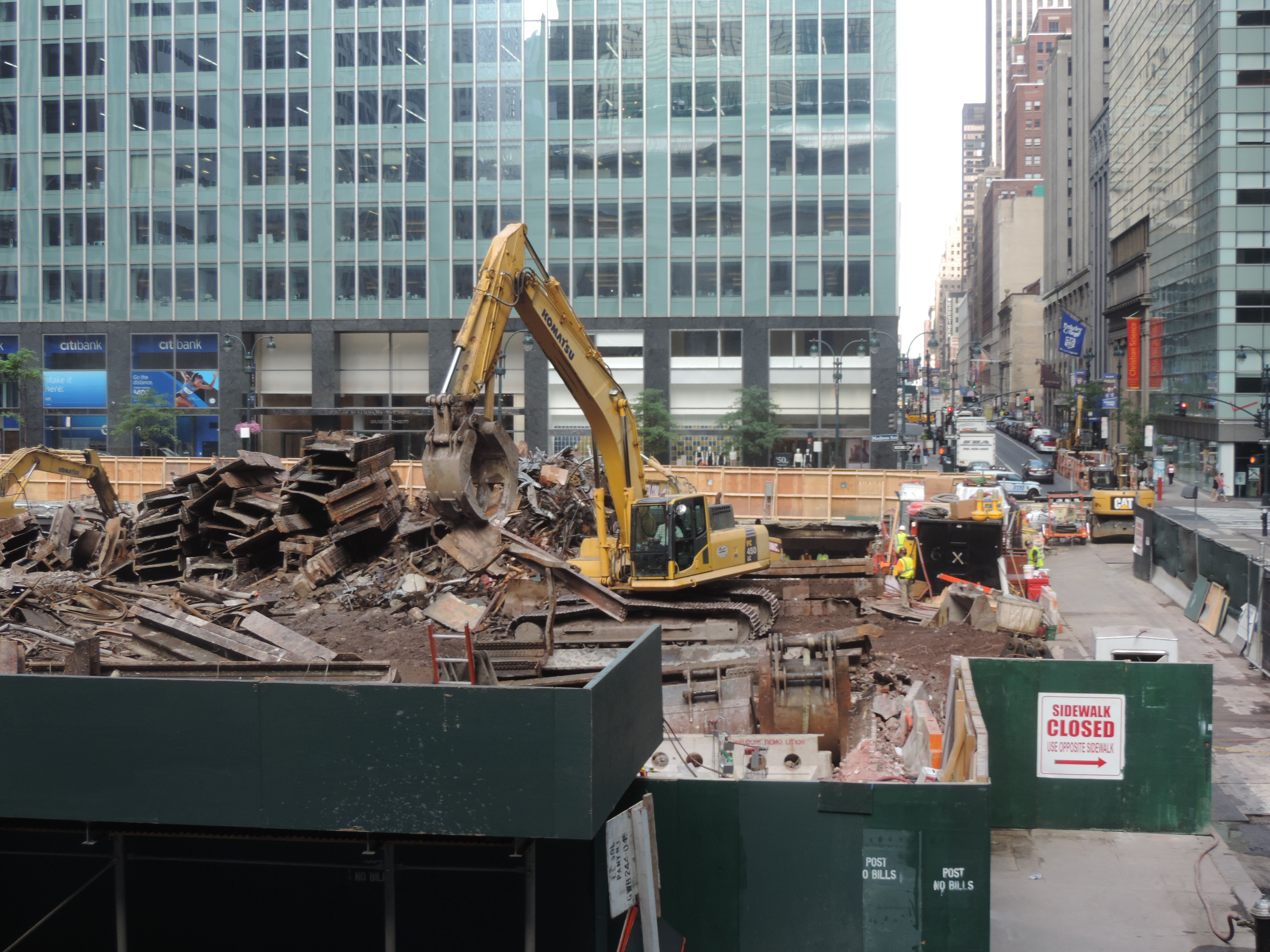
解体が進行中（2016年8月）

建設プロジェクトは、2016年9月にウェルズ・ファーゴ、バンク・オブ・ニューヨーク・メロン、JPモルガン・チェース、トロント・ドミニオン銀行、中国銀行、バーデン・ヴュルテンベルク州立銀行から15億ドルの建設融資を受けた。正式な着工は2016年10月18日にビル・デブラシオ市長とSLグリーン・リアルティの幹部数名が参加したイベントで行われた。
2017年1月、韓国の国民年金公団と開発会社のハインズ・インタレスト・リミテッド・パートナーシップはそれぞれ開発の27.6％と1.4％の株式に対して合計5億2500万ドルを支払った。ワン・ヴァンダービルトの基礎敷設は2017年2月に開始され、同年後半に完成し、建物の開業は2020年に予定された。建物の鉄骨構造の建設は、2017年10月に地上に到達した。
ワン・ヴァンダービルトの建設は当初の予定よりも早く進み、2018年2月までに建物は9階まで完成した。同年6月までに、建物は16階に達した。ファサードの設置は2018年8月に始まり、その時点で建物は最終的な高さの半分以上である30階に達していた。11月までに、建物は56階に達し、隣接する建物の上の景色を眺めることができるほどの高さになった。同月、SLグリーン・リアルティは建設ローンの借り換えを行い、規模を2億5000万ドル増やし、17.5億ドルにし、金利を引き下げた。
建物の頂部は2019年9月17日に仕上げられ、開業は2020年後半と発表された。ニューヨーク市でのCOVID-19パンデミックによる建設の遅れにより、建物の完成は1ヵ月遅れた。ワン・ヴァンダービルトは2020年9月14日に正式にオープンしたが、テナントスペースはまだ未完成であったため、テナントの従業員の入居予定を2020年11月または12月まで見合わせることになった。

## 設計

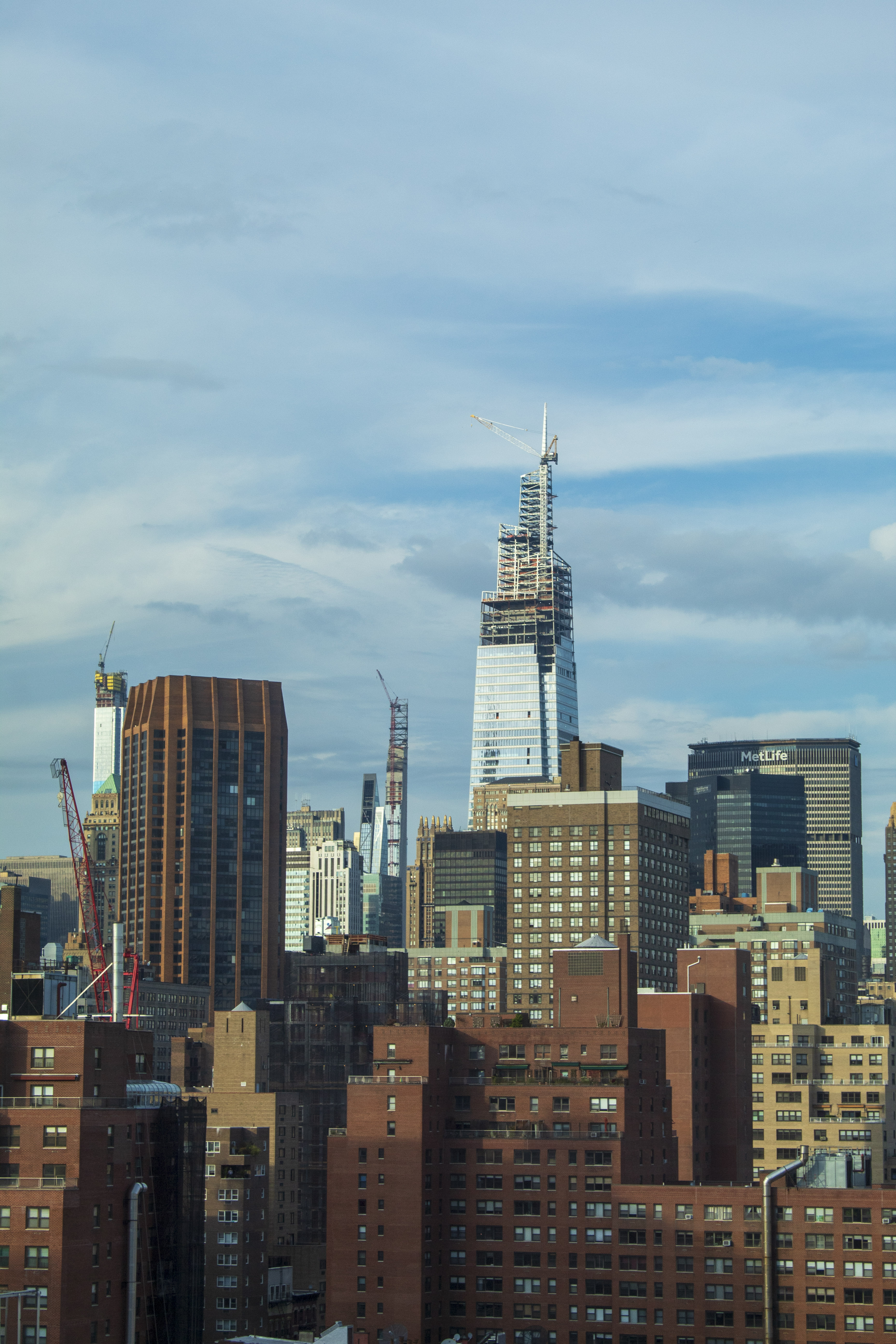
2019年10月のワン・ヴァンダービルト。左側にはセントラルパークタワーと111西57丁目がある。

ワン・ヴァンダービルトのファサードとデザインは、通りの向こう側にあるグランド・セントラル駅と調和するようデザインされ、グランド・セントラルのより良い眺めを可能にするため、通りから3メートル離されている。ロビーのガラスのファサードは、マディソン・アベニューに既にあるオフィスビルに対抗し、グランド・セントラルへのコネクションを築くテラコッタをデザインに取り入れていると説明された。
ランドマーク保存委員会は、LEED（Leadership in Energy and Environmental Design）に準拠する環境に優しいモデルのため、建物を提唱した。ニューヨーク・マガジンは、ワン・ヴァンダービルトを珍しい「市民志向のゴリアテ」と表現し、他の超高層ビルは通常、利益を最大化する設計で構築されているが、ワン・ヴァンダービルトは周辺の歩行者や交通機関の簡単なアクセスを考えて設計されていると評価した。